# Marsabit County
Marsabit County (bis 2010 Marsabit District) ist ein County im Norden von Kenia in Ostafrika. Die Hauptstadt ist Marsabit. Im County lebten 2019 459.785 Menschen auf 66.923,1 km². Bis 1995 bildeten der Marsabit County und der Moyale District einen Bezirk.

## Geografie
Das Marsabit County ist nach dem Turkana County das zweitgrößte County in Kenia und nimmt mehr als 10 % der Fläche des gesamten Landes ein. Im Westen grenzt das County an den Turkana-See. Marsabit County gliedert sich in die Divisionen Central, Gadamoji, Laisamis, Maikona, Loiyangalani und North Horr auf. Am Mount Marsabit liegt der 1550 km² große Marsabit-Nationalpark.
Das Klima im County ist arid, nur 10 % der Fläche gilt als landwirtschaftlich nutzbar. Im Jahr 2003 lebten 45 % der Einwohner unterhalb der Armutsgrenze, 90 % der Bevölkerung hat keinen direkten Zugang zu sauberem Wasser. Mehr als 80 % der Bevölkerung sind des Lesens und Schreibens nicht mächtig.

## Wirtschaft
Die Menschen im Marsabit County leben hauptsächlich von der Viehzucht. Dabei werden hauptsächlich Zebus, Ziegen und Schafe gezüchtet. Auf den wenigen landwirtschaftlich nutzbaren Flächen werden neben Mais Bohnen und Getreide angebaut, außerdem Kaffeebohnen, Kath und Hülsenfrüchte. Am Turkana-See wird Fischfang betrieben.

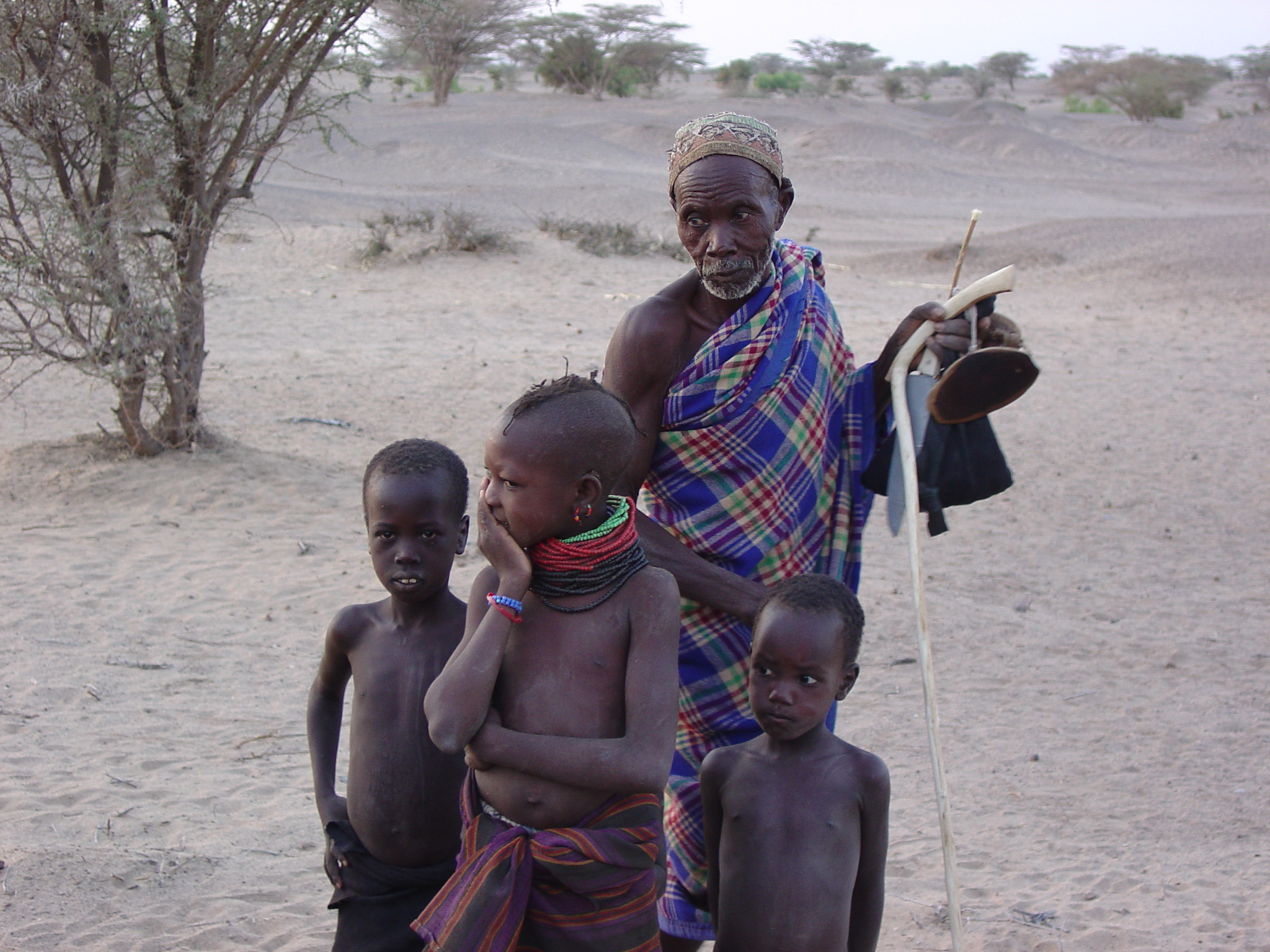
Mitglieder der Elgume
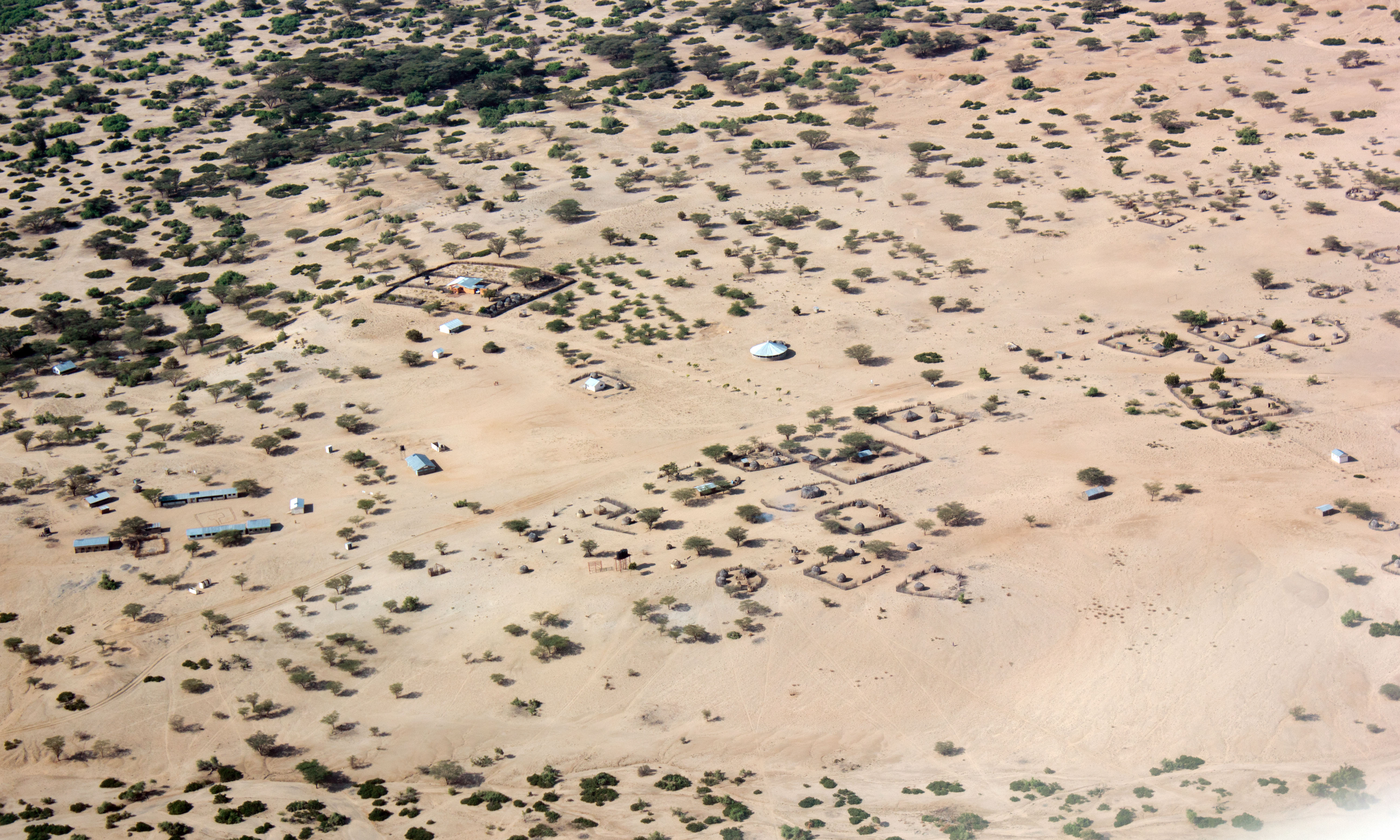
Ein Dorf der Elgume aus der Vogelperspektive
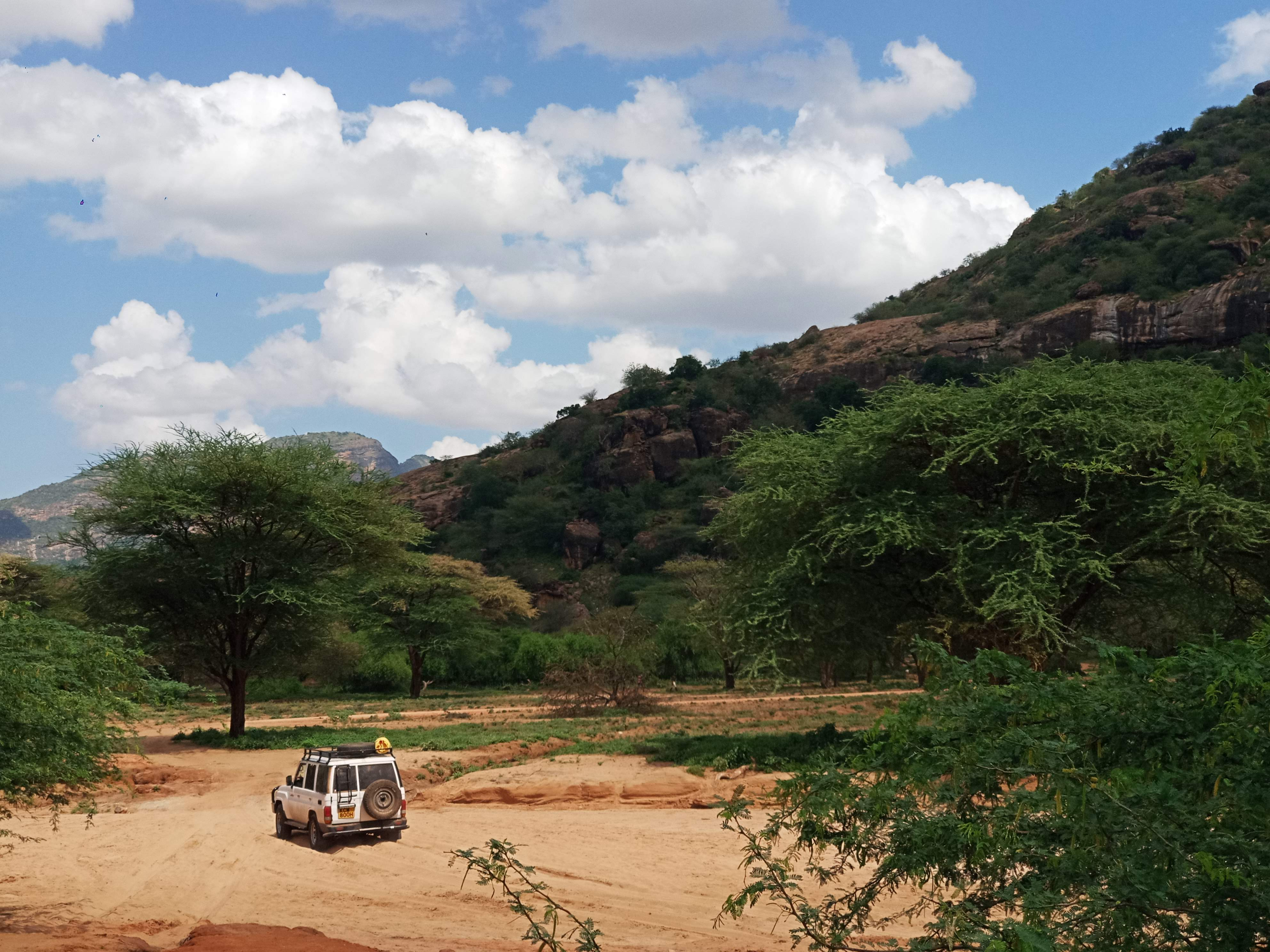
Geländewagen im Sand

## Gesundheitswesen
Der Bezirk verfügt über das Marsabit County Hospital mit 86 Betten in der Hauptstadt Marsabit. Mehr als 20 % der Kinder waren im Jahr 2003 untergewichtig, 8,6 % der Kinder versterben vor ihrem 5. Geburtstag.